# Буцевич, Ванда Антоновна
Ванда Антоновна Буцевич (бел. Ванда Антонаўна Буцэвіч; 2 [15] мая 1909, Руденск 2, Минская губерния — 1997) — советская работница сельского хозяйства, звеньевая по выращиванию кок-сагыза колхоза «Маяк социализма» Руденского района Минской области, Белорусская ССР. Герой Социалистического Труда (1951).

## Биография
Родилась 2 (15) мая 1909 в деревне Руденск Игуменского уезда (ныне — Руденск 2 в Пуховичском районе).
С 1944 года — бригадир полеводческой бригады, с 1949 года — звеньевая звена по выращиванию кок-сагыза в колхозе «Маяк социализма», с 1953 года — бригадир овощеводческие бригады, в 1960—1964 годах — животновод совхоза «Руденский» Пуховичского района.
Указом Президиума Верховного Совета СССР от 18 мая 1951 года за получение высоких урожаев кок-сагыза удостоена звания Героя Социалистического Труда с вручением ордена Ленина и золотой медали «Серп и Молот».
Умерла в 1997 году.